# Mary Wollstonecraft
För andra betydelser, se Wollstonecraft (olika betydelser).
Mary Wollstonecraft (engelskt uttal: [ˈmɛəri ˈwʊlstənkrɑːft]), född 27 april 1759 i Spitalfields i London, England, död 10 september 1797 i Somers Town i London, var en engelsk författare, feministisk filosof och kvinnorättsaktivist. Wollstonecraft var en av  upplysningsfilosoferna och behandlar ämnen som förnuftet, utvecklingsoptimism, betoning av kunskap och civilisationskritik. Under sin korta karriär skrev hon romaner, essäer, reseskildringar, en historik över franska revolutionen, en bok om etikett och en barnbok. Hon är mest känd för Till försvar för kvinnans rättigheter (A Vindication of the Rights of Woman) där hon argumenterar för att kvinnor inte är underlägsna män av naturen, utan bara framstår som sådana för att de saknar formell utbildning. Hon förde fram idéerna om att både män och kvinnor skulle betraktas som rationella varelser och att samhället bör grundas på förnuft. Hon drev bland annat en skola för flickor och skrev Thoughts on the Education of Daughters. I A Vindication of the Rights of Men (1790) kritiserade hon Edmund Burke och tog ställning för franska revolutionen. Wollstonecrafts make gav ut hennes memoarer året efter hennes död, Memoirs of Mary Wollstonecraft (1798).
Wollstonecraft kritiserade Rousseau för hans kvinnosyn. Han menade att kvinnan ska vara lydig mannen i allt. Wollstonecraft replikerade och skrev: "Vilket struntprat!"
Wollstonecrafts liv har intresserat både allmänhet och feminister, inte bara för hennes litterära alster, utan även för hennes okonventionella och ofta stormiga relationer. Efter två misslyckade utomäktenskapliga förhållanden med Henry Fuseli och Gilbert Imlay gifte sig Wollstonecraft med filosofen William Godwin, en av anarkismens förgrundsgestalter. Wollstonecraft dog i barnsäng vid 38 års ålder och lämnade flera oavslutade manuskript efter sig. Parets dotter, Mary Shelley, överlevde och blev senare känd för sin roman Frankenstein.
Idag anses hon vara en portalfigur inom feministisk filosofi. Hennes tidiga förespråkande av kvinnors lika rättigheter och hennes kritik mot traditionell kvinnlighet och kvinnoförnedring förebådade framväxten av den feministiska rörelsen. Feministiska forskare och aktivister nämner ofta både hennes filosofiska teser och hennes livsöde som inspirationskällor.

## Uppväxt
Wollstonecraft föddes 27 april 1759 i Spitalfields i London. När hon var barn var hennes familj välbärgad, men fadern spekulerade bort deras tillgångar. Familjen hamnade på obestånd och de var tvungna att flytta när Wollstonecraft var ung. Familjens ekonomiska situation blev till slut så dålig att Wollstonecrafts far övertalade henne att överlämna besparingar hon skulle fått tillträde till när hon blev myndig. Fadern var också våldsam och slog sin fru när han drack, och som tonåring brukade Wollstonecraft lägga sig utanför dörren till sin mors sovrum för att beskydda henne. Hon tog även på sig en beskyddande roll gentemot sina systrar Everina och Eliza som skulle vara resten av hennes liv. Ett tydligt exempel var när hon övertalade Eliza, som drabbats av något som troligen var amningspsykos, att lämna sin man och sitt nyfödda barn. Wollstonecraft ordnade med alla praktiska förberedelser för hennes flykt. Eliza fördömdes av sin omgivning på grund av detta och eftersom hon inte kunde gifta om sig var hon dömd till ett liv i fattigdom och hårt arbete.
Två vänskapsförhållanden satte mycket tydliga spår i Wollstonecrafts tidiga liv. Det första var med Jane Arden i Beverley. De läste ofta böcker tillsammans och gick på föreläsningar som hölls av Ardens far, en självutnämnd filosof och vetenskapsman. Wollstonecraft var hänförd av den intellektuella omgivningen i Ardens familj och prisade sin vänskap med Jane högt, emellanåt till den grad att hon blev svartsjuk. Wollstonecraft skrev till henne, "Jag är litet säregen i mina tankar om kärlek och vänskap; jag måste ha den främsta platsen eller ingen." I några av hennes brev till Arden visar hon tecken på det depressiva sinnestillstånd som skulle hemsöka henne hela livet.
Det andra vänskapsförhållandet var med Fanny Blood, som Wollstonecraft ansåg hade öppnat hennes sinnen. Wollstonecraft föreställde sig att hon skulle leva i en kvinnlig utopi med Blood. De hade planer på att hyra rum tillsammans för att ge varandra ekonomiskt och känslomässigt stöd, men en hård ekonomisk verklighet grusade drömmarna. Wollstonecraft insåg också till slut att hon hade idealiserat Blood då hon var mer inställd på traditionellt kvinnliga värderingar än Wollstonecraft. Men Wollstonecraft förblev Blood och hennes familj trogen genom hela livet, till exempel stöttade hon Bloods bror ekonomiskt vid flera tillfällen.
För att tjäna sitt levebröd efter Elizas flykt från sin man startade Wollstonecraft, tillsammans med sina systrar och Blood, en skola i Newington Green vilket var ett icke-konformistiskt dissenterkollektiv. Snart förlovade sig dock Fanny Blood med Hugh Skeys. I ett försök att förbättra hennes hälsa, som länge varit vacklande, tog han på nyåret 1785 med henne till Lissabon där han hade en vinfirma. När Blood blev gravid försämrades hennes hälsa ytterligare. Wollstonecraft bestämde sig för att resa till Portugal för rädda hennes liv genom omvårdnad, men vid ankomsten till Lissabon var födsloarbetet redan igång. Blood avled efter ett par dagar och barnet strax efter. Detta var ett hårt slag för Wollstonecraft och kom att fungera som inspiration till hennes första roman, Mary.
Efter Bloods död återvände Wollstonecraft till Storbritannien. Hennes yngre systrar hade inte klarat att ensamma sköta skolan och flera elever hade lämnat den. Under första halvåret 1786 blev det nödvändigt att avveckla skolan. Samtidigt uppmuntrade vänner henne att skriva ned och slå mynt av sina erfarenheter som lärare, vilket fick henne att börja skriva Thoughts on the Education of Daughters. En av vännerna utverkade också ett förskott på 10 guineas från bokförläggaren Joseph Johnson.

## "Den första av ett nytt släkte"

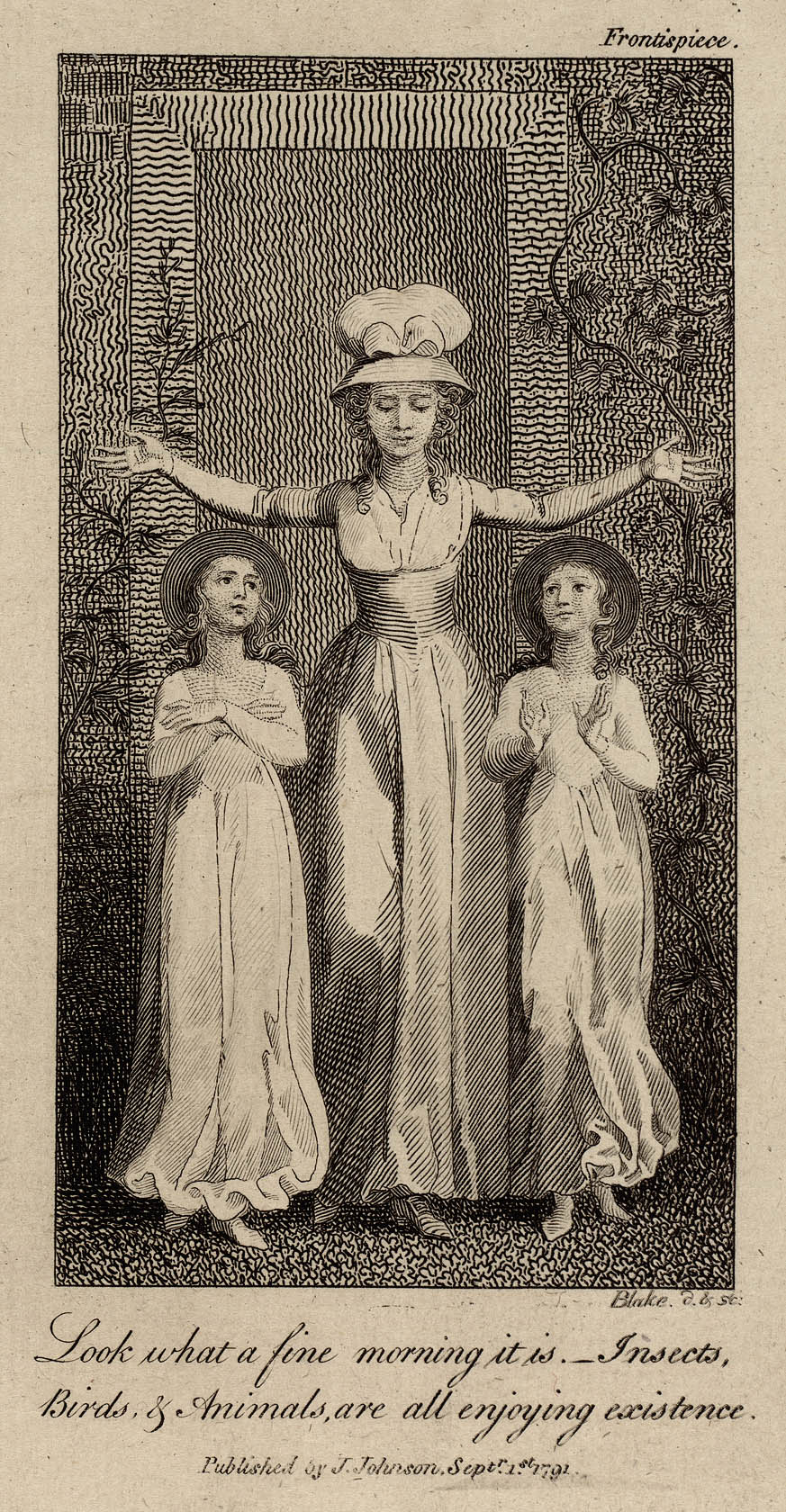
Titelblad till 1791 års utgåva av Original Stories from Real Life (gravyr av William Blake)

I augusti 1786 accepterade Wollstonecraft ett erbjudande om anställning som guvernant hos den aristokratiska familjen Kingsborough på Irland. Trots att hon inte kom väl överens med Lady Kingsborough var hon omtyckt av barnen som en inspirerande lärare. Ett av barnen, Margaret King, sa senare om henne att hon "hade frigjort hennes sinne från alla vidskepligheter". Några av Wollstonecrafts erfarenheter från denna period inspirerade henne till hennes enda barnbok, Original Stories from Real Life (1788).
År 1787 skulle Wollstonecraft följa med familjen Kingsborough på en resa till kontinenten. I juni reste de först till Bristol för att tillbringa en tid vid de varma källorna där. Under denna vistelse skrev Wollstonecraft sin första roman, Mary: A Fiction. Sällskapet fortsatte sedan till London. Där skulle Wollstonecraft vara ledig en tid och träffa sina systrar. Kingsboroughs äldsta dotter, Margaret, blev emellertid otröstlig vid tanken på sin älskade guvernants frånvaro. Detta ledde till gräl såväl mellan mor och dotter som mellan Lady Kingsborough och Wollstonecraft. Slutresultatet blev att Wollstonecraft avskedades i augusti 1787.
Möjligheterna att göra karriär för respektabla men fattiga kvinnor var vid denna tid begränsade och hennes frustration över detta faktum skildras i ett kapitel ur Thoughts on the Education of Daugthers (1787). Trots detta bestämde hon sig nu för att bli författare. Det var ett radikalt beslut eftersom få kvinnor vid den tiden kunde leva på att enbart skriva. Till sin syster Everina skrev hon i november att hon försökte bli "den första av ett nytt släkte". Hon flyttade till London där hon med hjälp av förläggaren Joseph Johnson ordnade bostad och började sin nya karriär. För att kunna översätta skrifter studerade hon franska och tyska och översatte texter som Of the Importance of Religious Opinions av Jacques Necker och Elements of Morality, for the Use of Children av Christian Gotthilf Salzmann. Hon var även litteraturkritiker, främst av romaner för Johnsons Analytical Review. Wollstonecrafts intellektuella vyer vidgades under denna period, inte enbart utifrån de texter hon läste utan även på grund av de umgängekretsar hon frekventerade, som Johnsons middagar där hon träffade celebriteter som Thomas Paine och William Godwin.
I London inledde Wollstonecraft ett förhållande med konstnären Henry Fuseli trots att han var gift. Hon var, som hon själv skrev, hänförd av hans briljans, "storheten i hans själ, det skarpa förståndet och hans ömma omtanke". Fuseli var född i Schweiz som Johann Heinrich Füssli. Wollstonecraft framförde en plan för ett platonskt förhållande med Fuseli och hans fru, men Fuselis fru chockerades av förslaget och han bröt därefter med Wollstonecraft. Efter Fuselis avslag bestämde sig Wollstonecraft att resa till Frankrike för att undkomma den skam som orsakats av debaclet och för att delta i de revolutionära händelser som hon nyligen hade hyllat i Vindication of the Rights of Men (1790). Hon skrev boken som en reaktion till Edmund Burkes konservativa kritik av franska revolutionen i Reflektioner om franska revolutionen (1790). Hon fullföljde sin tankar kring detta, fast mer indirekt, i Till försvar för kvinnans rättigheter 1792, hennes mest kända och inflytelserika verk.

## Frankrike och Gilbert Imlay
Wollstonecraft reste till Paris i december 1792 och anlände ungefär en månad innan Ludvig XVI hamnade i giljotinen. Landet var i uppror. Hon sökte upp andra britter som Helen Maria Williams och anslöt sig till kretsen av utlänningar som befann sig i staden. Precis efter att ha avslutat A Vindication of the Rights of Woman kände Wollstonecraft att hon borde sätta sina teorier på prov och i den nydanande intellektuella andan som rådde under revolutionen gav hon sig in i sitt mest romantiska förhållande dittills. Hon träffade och föll handlöst för Gilbert Imlay, en amerikansk äventyrare. Om Wollstonecraft ville gifta sig eller inte är inte känt, men Imlay var inte ute efter äktenskap och det förefaller som om hon förälskade sig i en starkt idealiserad bild av honom. I A Vindication hade Wollstonecraft förkastat sex som en del av romantiska förhållanden, men ändå väckte Imlay hennes sexuella begär. Wollstonecraft blev snart gravid och 14 maj 1794 födde hon sitt första barn, Fanny, som troligen döptes efter hennes närmsta väninna. Trots stormiga och våldsamma omgivningar kring henne upphörde Wollstonecraft aldrig med sitt skrivande. Under sin vistelse i Frankrike samlade hon information för en historik över revolutionens första skeden och skrev flitigt i Le Havre. I december 1794 gavs An Historical and Moral View of the French Revolution ut i London.
Allt eftersom den politiska situationen i Frankrike förvärrades, förklarade Storbritannien Frankrike krig och gjorde därmed framtiden för alla brittiska undersåtar i Frankrike ytterst farlig. För att skydda Wollstonecraft anmälde Imlay henne som sin fru 1793, trots att de inte var gifta. Några av Wollstonecrafts vänner kom inte undan lika lätt; många, som Thomas Paine, greps och vissa hamnade i giljotinen. Efter att Wollstonecraft lämnade Frankrike fortsatte hon att kalla sig själv "fru Imlay", till och med inför sina systrar, för att inte hennes barn skulle bli stämplat som illegitimt.
Imlay blev desillusionerad av Wollstonecrafts nya vurm för hemmalivet och lämnade henne efter en tid. Han lovade att han skulle återvända till Le Havre där hon senare skulle föda sitt barn, men det faktum att han blev mindre aktiv i sin korrespondens med henne och hans allt längre perioder av frånvaro övertygade henne om att han hade hittat en annan. Hennes brev till honom vid den här tiden är fulla av beklaganden, något som av de flesta kritiker tolkas som ett uttryck av depression, medan andra förklarar det med de många svårigheter hon måste upplevt som en ensam mor mitt i en blodig revolution.

## England och William Godwin

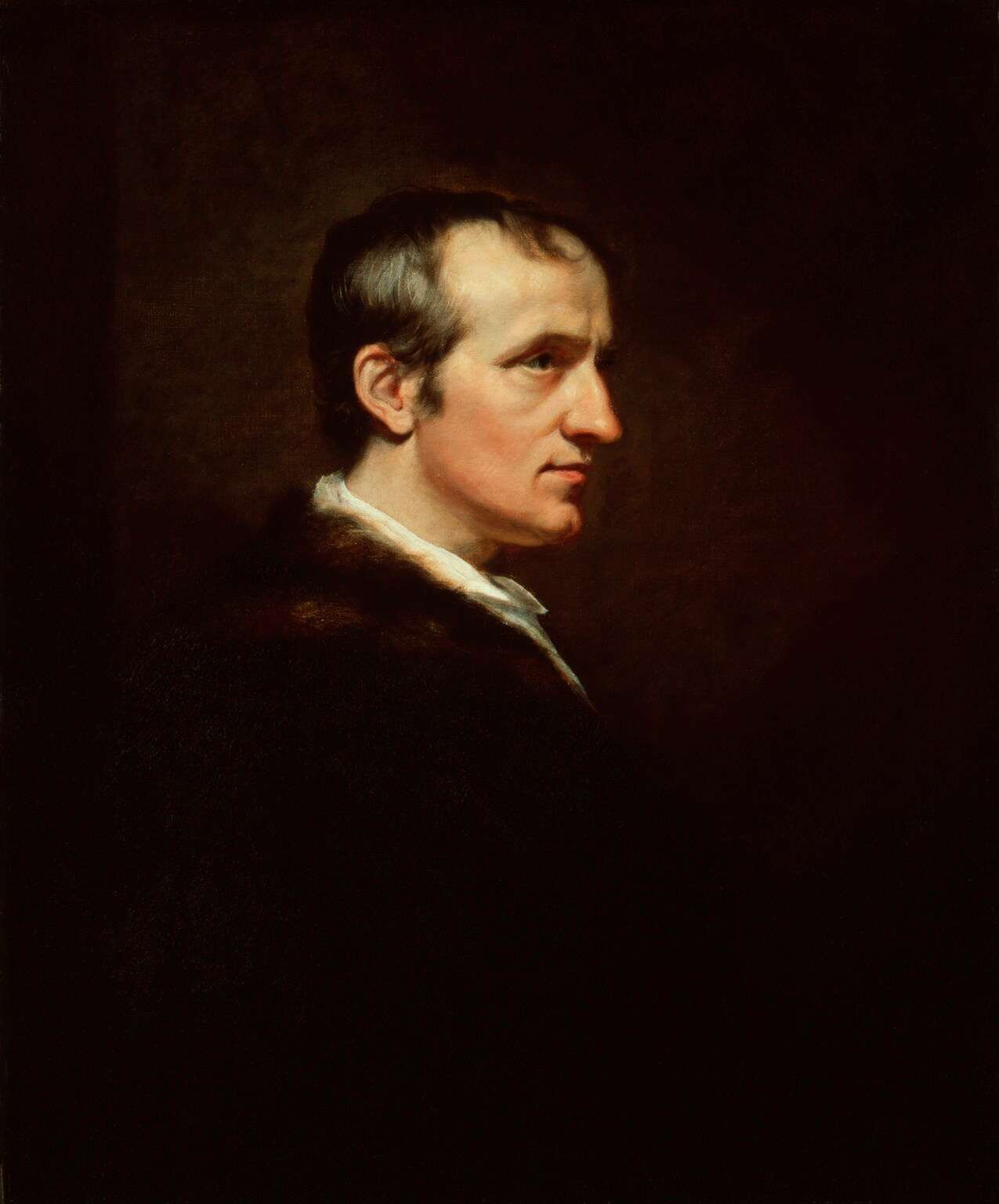
William Godwin

Wollstonecraft återvände till London och Imlay i april 1795, men blev avvisad. I maj 1795 försökte hon begå självmord, troligen med hjälp av laudanum, men Imlay räddade hennes liv (dock oklart på vilket sätt). I ett sista försök att få tillbaka Imlay åtog hon sig att utföra en del affärsförhandlingar åt honom i Skandinavien. Wollstonecraft gav sig iväg på denna strapatsfyllda resa med sina lilla dotter och enbart en husjungfru som sällskap. Hon återgav sina intryck av och tankar om resan i brev till Imlay, varav många gavs ut 1796 under titeln Letters Written During a Short Residence in Sweden, Norway, and Denmark. Efter att hon återvänt till England insåg hon till slut att förhållandet med Imlay var slut, och hon försökte begå självmord en andra gång. Hon gick ut en regnig kväll och "för att göra kläderna tunga av väta gick hon av och an ungefär en halvtimme" innan hon kastade sig i Themsen, men blev räddad av en förbipasserande som såg henne hoppa. Wollstonecraft ansåg att hennes självmordsförsök var fullt rationellt och skrev efteråt: "Jag kan bara beklaga över att när min bitterhet över att dö hade lämnat mig, rycktes jag bryskt tillbaka in till liv och lidande. Men en fast beslutsamhet är inget som ska störas av ett nederlag; inte heller kommer jag tillåta att det som var väl avvägt och genomtänkt kallas en desperat handling. I det avseendet är jag enbart ansvarig inför mig själv. Brydde jag mig om det som kallas anseende så skulle det vara enligt andra omständigheter som jag borde vara skymfad."
Sakta återvände Wollstonecraft till sitt skrivande och började åter umgås i kretsen kring Joseph Johnson, i synnerhet med Mary Hays, Elizabeth Inchbald och Sarah Siddons, genom William Godwin. Godwins och Wollstonecrafts säregna uppvaktning började lågmält/försiktigt, men blommade senare ut till en passionerad kärleksaffär. Godwin hade läst den skandinaviska reseskildringen och skrev senare att: "Om det någonsin fanns en bok som var ägnad att göra en man förälskad i dess författare, tycks mig detta vara den boken. Hon talar om sina sorger på ett sätt som fyller oss med melankoli och väcker vår ömhet, samtidigt som hennes geni inger oss obetingad beundran." När Wollstonecraft blev gravid bestämde de sig för att gifta sig så att barnet skulle vara inomäktenskapligt. Deras giftermål avslöjade att Wollstonecraft aldrig hade varit gift med Imlay, något som ledde till att många av parets vänner sade upp sin bekantskap. Godwin blev också kritiserad, eftersom han hade förespråkat avskaffandet av äktenskapet i sin filosofiska An Enquiry Concerning Political Justice. Efter giftermålet den 29 mars 1797 flyttade de in i ett hus kallat The Polygon ("polygonen"), en femtonsidig byggnad med 32 bostäder. Godwin hyrde dessutom en lägenhet för sin litterära verksamhet på en närliggande gata. På så sätt kunde de behålla sin självständighet; det hände ofta att de kommunicerade via brev. Av allt att döma var det ett lyckligt och stabilt men kort förhållande.

## Död och Godwins memoarer
Den 30 augusti 1797 födde Wollstonecraft sin andra dotter, Mary. Förlossningen var lyckad, men moderkakan brast under födseln och blev infekterad, en vanlig förlossningskomplikation vid den tiden. Efter flera dagars lidande dog Wollstonecraft av blodförgiftning den 10 september. Godwin var helt förkrossad; till sin vän Thomas Holcroft skrev han, "Jag tror bestämt att hennes like inte finns i denna värld. Jag vet av erfarenhet att vi var ämnade för att göra varandra lyckliga. Jag har inte den minsta förhoppning att jag någonsin kan känna lycka igen." Hon begravdes på kyrkgården vid St. Pancras Old Church och senare restes där ett minnesmärke med inskriptionen "Mary Wollstonecraft Godwin, författare av Till försvar för kvinnans rättigheter: född 27 april 1759: död 10 september 1797". Wollstonecrafts och Godwins (död 1836) kvarlevor flyttades under 1850-talet av dottersonen Percy Florence Shelley till familjen Shelleys familjegrav i St Peter's Church i Bournemouth. Minnesstenen står fortfarande kvar på St. Pancras gamla kyrkogård.
Godwin publicerade Memoirs of the Author of a Vindication of the Rights of Woman i januari 1798. Trots att han själv kände att han med kärlek, ömhet och uppriktighet skildrade sin fru, blev många läsare chockade över att han avslöjade Wollstonecrafts oäkta barn, kärleksaffärer och självmordsförsök. Robert Southey anklagade honom för att "sakna all medkänsla när han klädde av sin döda fru." Godwins biografi beskriver Wollstonecraft som en kvinna omringad av känslor som balanserades av hans eget förnuft och som betydligt mer skeptisk till religion än hennes egna verk antydde.

## Eftermäle
Wollstonecraft lämnade efter sig ett säreget arv: "för en aktivist och både skicklig och mångsidig författare [...] har Wollstonecrafts liv fram till det senaste kvartsseklet varit flitigare studerat än hennes litterära alster." Godwins biografi gjorde att Wollstonecrafts rykte blev mycket skamfilat i ett drygt sekel efter hennes död. Hon blev till och med häcklad av författare som Maria Edgeworth, som baserade den udda Harriet Freke i Belinda (1801) på Wollstonecraft. Det var inte förrän under sent 1800-tal som Wollstonecraft åter blev hyllad. Kvinnor i den nyväckta feministiska rörelsen, från Virginia Woolf till Emma Goldman, omfamnade Wollstonecrafts öde och hyllade hennes vågade "livsexperiment", som Woolf uttryckte det. Goldman betraktade henne som en av historiens största rebeller. Dock var det fortfarande många som fördömde Wollstonecrafts livsstil.
Den andra vågens feminism, som fick ett uppsving under 1960- och 1970-talen, satte åter Wollstonecrafts arbeten i rampljuset. Intresset för hennes verk gick hand i hand med rörelsens framgångar. I mitten av 1970-talet gavs inte mindre än sex större biografiska verk ut som återberättade hennes passioner, radikalism och vurm för det rationella. Wollstonecrafts betraktades som en fängslande och paradoxal person som inte alltid stämde överens med den feministiska analys, "det personliga är politiskt", som då var förhärskande. På 1980- och 1990-talet trädde ytterligare en bild av Wollstonecraft fram som beskrev henne mer som en produkt av sin tid. Akademiker som Claudia L. Johnson, Gary Kelly och Virginia Sapiro har visat på ett samband mellan Wollstonecrafts tankar och andra viktiga intellektuella 1700-talsfenomen, som förnuft, ekonomi och statskunskap.
Nedslagskratern Wollstonecraft på planeten Venus är uppkallad efter henne.

## Viktigare verk

### Utbildningsskrifter

#### Thoughts on the Education of Daughters(1787)
Wollstonecrafts två första verk kretsar kring utbildning. Det första, Thoughts on the Education of Daughters, är en uppförandebok, det vill säga, det är en text som ger råd inte bara om moraliska ämnen såsom välvilja, utan även om etikettsfrågor såsom klädsel. Sådana texter var ytterst populära under hela 1700-talet, särskilt inom den framväxande medelklassen, som i dem såg ett sätt att utveckla en medelklasslivssyn som kunde utmana den aristokratiska uppförandekoden. En stor del av denna text består av plattityder, men det finns ställen, som Wollstonecrafts beskrivning av den lidande ensamma kvinnan, som antyder att hon inte nöjde sig med att enbart imitera andra författare.

#### Original Stories(1788)
Ett år senare skrev Wollstonecraft en annan utbildande text, denna gång en barnbok. I Original Stories from Real Life blir två unga flickor, Mary och Caroline (uppkallade efter två av Lady Kingsboroughs döttrar), undervisade av en vis och välvillig modersfigur, Mrs. Mason. Genomgående i Original Stories betonar Wollstonecraft betydelsen av rationellt tänkande för kvinnors utbildning, ett tema som skulle bli ett genomgående kännetecken i hennes verk. Flickorna uppmuntras att känna sympati för djur och för de fattiga, men de blir uttryckligen varnade att inte låta sina känslor ta överhanden. Det är denna balans mellan förnuft och passion som tillåter dem att bli medmänskliga vuxna. Boken trycktes i nio upplagor innan den så småningom blev utgången någon gång mellan 1820 och 1835. Den andra upplagan, som trycktes 1791, innehöll gravyrer av William Blake.

### Försvarsskrifter

#### A Vindication of the Rights of Men(1790)
1790 publicerade Edmund Burke Reflektioner om franska revolutionen. Burke, som hade stött den amerikanska revolutionen, chockerade sina samtida genom att argumentera emot de franska revolutionärerna. Hans bok inledde det som nu kallas "Revolutionskontroversen", en serie stridsskrifter som svarade på Burkes text. Wollstonecrafts Vindication of the Rights of Men var det första av många utfall i ett krig som omfattade så epokgörande verk som Thomas Paines Rights of Man. Men Wollstonecraft svarade inte bara på Burkes Reflections, hon besvarade också hans A Philosophical Enquiry into the Origin of Our Ideas of the Sublime and Beautiful (1756), där han hävdar att det vackra är förknippat med svaghet och kvinnlighet och att det sublima är förknippat med styrka och manlighet. Wollstonecraft vänder Burkes retorik i Reflections mot honom; hon hävdar att teatraliska iscensättning, såsom den kända scen där han i utsirad prosa beskriver de hemskheter Marie-Antoinette var tvungen att genomgå, gör Burkes läsare — medborgarna — till svaga kvinnor som blir förledda av ett skådespel. Hon kritiserar vidare Burkes argumentation genom att fokusera på klass, och visar, liksom många andra av Burkes kritiker, att han, medan han blev rörd av Marie-Antoinettes lidande, var oberörd av de fattiga, svältande kvinnornas svåra situation i Frankrike, och till och med är öppet fientlig mot dem.
Wollstonecraft ifrågasätter också Burkes argument att tradition skulle vara grundvalen till politisk teori. Hon argumenterar för förnuftsmässighet och påpekar att Burkes system logiskt skulle leda till fortsatt slaveri helt enkelt därför att det hade varit en nedärvd tradition. Wollstonecraft avvisar inte det behov av sympati i mänskliga relationer som Burke betonar, men hon hävdar ofta att sympati är otillräckligt för social sammanhållning, och skriver på ett ställe "Sådant elände kräver mer än tårar – jag stannar upp för att samla mig ..."

#### A Vindication of the Rights of Woman(1792)
Huvudartikel: Till försvar för kvinnans rättigheter
Till försvar för kvinnans rättigheter är en hybrid av flera genrer — en politisk avhandling, en uppförandebok och en utbildningsavhandling. För att diskutera kvinnornas ställning i samhället skisserar Wollstonecraft förbindelserna mellan fyra begrepp: rättigheter, förnuft, dygd och plikt. Rättigheter och plikter är nödvändigt sammankopplade för Wollstonecraft — om man har medborgerliga rättigheter, har man också medborgerliga plikter. Som hon koncist konstaterar: "ty utan rättigheter finns heller inga förpliktelser."

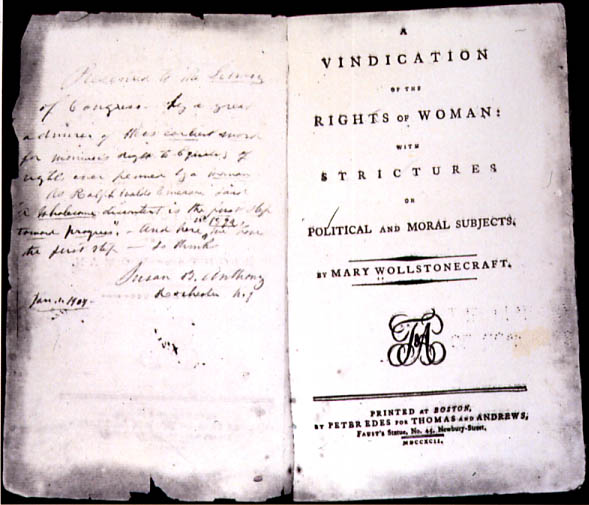
Den brittiska originalutgåvan av Till försvar för kvinnans rättigheter från 1792

Ett av Wollstonecrafts huvudargument i Till försvar för kvinnans rättigheter är att kvinnor bör utbildas rationellt, så att de kan bidra till samhället. Wollstonecraft besvarar mycket bitande sådana uppförandeboksförfattare som James Fordyce och John Gregory och sådana utbildningsfilosofer som Jean-Jacques Rousseau, som hävdar att en kvinna inte behöver en rationell utbildning. (Rousseau hävdade i Émile (1762) att kvinnor skulle undervisas för att behaga män.) I motsats till dessa framför Wollstonecraft att fruar bör vara förnuftiga "kamrater" till sina män. Hon påpekar att om ett samhälle beslutar att överlåta undervisningen av sina barn till kvinnor, måste dessa kvinnor vara välutbildade för att föra vidare kunskap till nästa generation. Wollstonecraft framför att kvinnor är löjliga och ytliga (hon beskriver dem exempelvis på ett ställe som "spaniels" och "leksaker"), men säger att detta inte beror på en medfödd mental ofullständighet utan på att män inte har låtit dem få tillgång till utbildning. Wollstonecraft är mycket inriktad på att illustrera de begränsningar som kvinnor har drabbats av på grund av sina utbildningar. Hon skriver poetiskt: "Eftersom de sedan barnsben fått lära sig att skönhet är kvinnans härskarstav, anpassar sig själen till kroppen och strävar blott efter att smycka sitt fängelse, medan den flaxar runt i sin gyllene bur." Den naturliga följden av yttrandet är att utan den skadliga ideologi som uppfordrar unga kvinnor från tidig ålder att inrikta sin uppmärksamhet på skönhet skulle kvinnor kunna åstadkomma mycket mer. 
Det är diskutabelt i vilken utsträckning Wollstonecraft ansåg att kvinnor var likvärdiga män. Hon var säkerligen inte feminist i ordets nutida betydelse (orden feminist och feminism uppstod inte förrän på 1890-talet), då hon varken förespråkade lika rättigheter eller kvinnlig rösträtt i sina texter. Hon hävdar dock att alla män och kvinnor är jämlika i Guds ögon och att alla är underkastade samma moraliska lagar. Men sådana påståenden om jämlikhet går emot hennes uttalanden som respekterar överlägsenheten hos manlig styrka och tapperhet.
Bland de saker som Wollstonecraft häftigast kritiserar i Till försvar för kvinnans rättigheter är falsk och överdriven känslighet, särskilt hos kvinnor. Hon hävdar att kvinnor som hemfaller åt känslosamhet blir "bortblåsta av varje tillfällig pust av känsla" och eftersom de är "sina sinnens rov" inte kan tänka rationellt. Hon menar att de faktiskt skadar inte bara sig själva utan hela civilisationen: dessa är inte kvinnor som kan bidra till att förfina en civilisation – en populär idé på 1700-talet – utan kvinnor som kommer att förstöra den. Wollstonecraft förespråkar inte att förnuft och känsla ska verka oberoende av varandra, utan anser snarare att de ska upplysa varandra. 
Förutom de större filosofiska resonemangen framlägger Wollstonecraft också en uttrycklig utbildningsplan. I kapitel 12, "On National Education", förespråkar hon att alla barn ska skickas till en "dagskola på landet" ("country day school") och dessutom ges en del undervisning i hemmet "för att inspirera en kärlek till hem och glädjeämnen i hemmet." Hon framför också att skolundervisning borde vara könsintegrerad, och hävdar att män och kvinnor, vars äktenskap är "samhällets cement", borde bli "undervisade efter samma modell."
Wollstonecraft riktade sin text till medelklassen, som hon kallade det "mest naturliga tillståndet" och på många sätt är Till försvar för kvinnans rättigheter präglad av en borgerlig syn på världen. Hon uppmuntrar enkelhet och flit och angriper de välbärgade med samma språk som hon anklagar kvinnor för att vara värdelösa. Men hon är inte nödvändigtvis en vän till de fattiga. Exempelvis föreslår hon i sin nationella utbildningsplan att fattiga efter nio års ålder ska skiljas från rika och undervisas i en annan skola. Wollstonecraft menar att den brittiska lagstiftningen är en klasslagstiftning som skyddar de rika, och deras rätt att äga slavar. Hon menar vidare att staten bör verka för social rättvisa och ekonomisk utjämning, avskaffa fattigdom och alla former av förtryck.

### Romaner

#### Mary(1788)
Båda Wollstonecrafts romaner inriktar sig på kvinnors ibland desperata situation under 1700-talet. I hennes första roman, Mary: A Fiction (1788), blir huvudpersonen med samma namn, som i början ignoreras som barn, plötsligt arvtagerska. Hon blir därefter bortgift av sin familj som del av en egendomsöverenskommelse till en man som hon inte ens känner. Marys make, Charles, försvinner snabbt från romanen och huvuddelen av berättelsen inriktar sig på vänskapen mellan Mary och hennes sjukliga vän, Ann. De reser till kontinenten tillsammans i hopp om att förbättra Anns hälsa, men utan framgång; hon dör. Medan hon är där möter Mary Henry, som hon blir förälskad i. Efter Anns död återvänder Mary och Henry till England. Henry är också sjuk, men Mary väljer att leva med honom och hans mor under hans sista återstående veckor. Mary hämtar sig aldrig från förlusterna av Ann och Henry, och när hennes man återvänder i slutet av boken kan hon inte stå ut med att befinna sig i samma rum som han. Slutet av romanen antyder att hon kommer att dö ung. Liksom Maria är denna bok en kommentar om äktenskapet. Det finns inga lyckliga äktenskap i romanen, och i slutet, medan hon dör, tänker Mary att hon skyndar sig till den värld där giftermål inte finns, vilket förmodligen är ett positivt tillstånd. De enda lyckliga förhållandena i denna bok är vänskapsförhållanden, och till och med dessa slutar tragiskt för Mary.

#### Maria(1798)
Maria: or, The Wrongs of Woman är en ofullbordad roman och anses ofta som Wollstonecrafts mest radikala verk. I den beskriver hon många av "kvinnans orättvisor" inte bara på individnivå utan även på systemnivå. Huvudpersonen, Maria, är inspärrad i ett hospital av sin slösaktiga make, som vill stjäla hennes pengar. Hennes barn blir, sorgligt nog, också stulet från henne. När hon är på hospitalet möter Maria, och blir möjligen förälskad i, en man vid namn Darnford, men eftersom romanen är oavslutad är det oklart om Wollstonecraft avsåg att upplösa den romantiska bihandlingen lyckligt eller avsluta romanen tragiskt. Maria blir också vän med en av sköterskorna, Jemima, som, liksom Maria själv, har en hemsk berättelse att berätta om livet som gift. Jemimas berättelse ger Wollstonecraft en möjlighet att visa banden mellan kvinnor från olika klasser. Detta är ett av de första tillfällena i feminismens historia som antyder ett klassöverskridande resonemang, det vill säga att kvinnor av olika ekonomisk ställning har gemensamma intressen eftersom de är kvinnor. Wollstonecraft, som var djupt påverkad av sina egna romantiska bindningar och upplevelser i Frankrike, ändrade en del av sina tidigare åsikter i klassfrågor. Hon skulle inte ha resonerat på samma sätt sex år tidigare när hon beskrev medelklassen som "det naturliga tillståndet". 

### Letters Written in Sweden, Norway and Denmark(1796)
Brev skrivna under en kort vistelse i Sverige, Norge och Danmark från år 1796 är en reseberättelse, men en mycket personlig sådan. Den består inte enbart av hennes reflektioner om Skandinavien och dess folk utan också om förhållandet med Imlay (även om han inte nämns vid namn). Detta var Wollstonecrafts sista fullbordade större verk och hon var starkt influerad av teman i Rousseaus Les Rêveries du promeneur solitaire ("Den ensamme vandrarens drömmerier") (1782): "sökandet efter källan till mänsklig lycka, avvisandet av materiella ägodelar, den extatiska omfamningen av naturen, och känslans essentiella roll i förståelsen". Medan Rousseau ytterst avvisar samhället, hyllar Wollstonecraft scener ur hemlivet och industriella framsteg i sin text. Wollstonecraft utforskar också förbindelserna mellan det sublima och sinnligheten. Många av breven beskriver Skandinaviens storslagna natur och Wollstonecrafts önskan att skapa en känslomässig förbindelse till denna naturliga värld. När hon gör så ger hon större värde åt fantasin än hon hade gjort i tidigare verk. Hon kontrasterar denna fantasifulla förbindelse med världen med en affärsmässig och egennyttig, en attityd som hon förknippar med Imlay och som hon genomgående kritiserar i texten.

### Egna verk
- Thoughts on the Education of Daughters (1787)
- Mary: A Fiction (1788)
  - Mary. En berättelse, översättning av Erik Carlquist, ingår i  Mary ; Maria. 2023. ISBN 9789127179844
- Original Stories from Real Life (1788)
- The Female Reader (1789) (antologi utgiven under pseudonymen Mr Cresswick)[78]
- A Vindication of the Rights of Men (1790)
- A Vindication of the Rights of Woman (1792)
  -  Till försvar för kvinnans rättigheter. 1997. ISBN 9173245550, översättning av Ingrid Ingemark
- An Historical and Moral View of the French Revolution (1794)
  -  Franska revolutionen: historiska och moraliska aspekter. 2009. ISBN 9789173271127, översättning av Erik Carlquist
- Letters Written during a Short Residence in Sweden, Norway, and Denmark (1796)
  -  Bref, skrifna under et kort wistande i Swerige, Norrige och Danmark. 1798. Libris 18095586. http://urn.kb.se/resolve?urn=urn:nbn:se:kb:dig-2416379, översättning av okänd
  -  Brev skrivna under en kort vistelse i Sverige, Norge och Danmark. 1978. ISBN 91-550-2265-0, översättning av Jane Lundblad
  -  Brev från en resa i Sverige, Norge och Danmark. 2022. ISBN 9789172476813, översättning av Elisabeth Mansén
- Bidrag till Analytical Review (1788–1797) (utgivna anonymt)
- The Cave of Fancy (1798, utgiven postumt; fragment)
- Maria: or, The Wrongs of Woman (1798, utgiven postumt; ofullbordad)
  - Maria, eller Missödet at vara qvinna, översättning av okänd (1799) faksimil Litteraturbanken
  - Maria; eller Vad kvinnor utsätts för, översättning av Erik Carlquist, ingår i  Mary ; Maria. 2023. ISBN 9789127179844
- Letters to Imlay (1798, utgiven postumt). Tio av breven finns översatta till svenska i Nyström 1994, s. 150–162.
  -  Brev till en svekfull älskare. 2024. ISBN 9789172477469, översättning av Elisabeth Mansén
- Letters on the Management of Infants (1798, utgiven postumt; ofullbordad)
- Lessons (1798, utgiven postumt; ofullbordad)
- On Poetry and our Relish for the Beauties of Nature (1798, utgiven postumt)
  -  Om poesi och vår förtjusning över naturens skönhet ; Tankar. 2023. ISBN 9789198576320, översättning av Elisabeth Mansén

### Översättningar
- Of the Importance of Religious Opinions av Jacques Necker (1788), från franska
- Young Grandison. A Series of Letters from Young Persons to Their Friends. Vol. I; Vol. II av Madame de Cambon (Maria Geertruida van de Werken) (1790), från nederländska
- Elements of Morality, for the Use of Children; with an introductory address to parents. Vol. I. Vol. II av Christian Gotthilf Salzmann (1790–1793), från tyska